# Грещук Володимир Михайлович
Володимир Михайлович Грещук (18 серпня 1944, с. Базар, Україна — 18 травня 2014, Івано-Франківська область) — український педагог, музикант. Заслужений працівник культури України (2010).

## Життєпис
Володимир Михайлович Грещук народився 18 серпня 1944 року в Базарі Чортківського району Тернопільської області.
Закінчив Чернівецьке музичне училище (1964), заочно — Львівську державну консерваторію ім. Миколи Лисенка (1970).
Трудову діяльність розпочав 1964 р. викладачем по класу духових інструментів Заставнівської дитячої музичної школи в Чернівецькій області. З 1965 р. — заступник директора цієї школи з навчально-виховної роботи, з 1981 р. — директор. За час трудової діяльності дав професійну освіту 57 юним музикантам.
Як спеціаліст вищої категорії проводив відкриті уроки на обласних семінарах, «Майстер-клас» на обласних курсах підвищення кваліфікації. З 1984 р. — голова обласної ради директорів музичних шкіл. З 1967 р. учасник духового оркестру районного Палацу культури, з 1992 р. — художній керівник та диригент. Як соліст оркестру нагороджений Золотими медалями лауреата І та ІІ Всесоюзних фестивалів народної творчості.
Удостоєний Почесної відзнаки Міністерства культури і мистецтв України «За досягнення у розвитку культури і мистецтв».
Загинув 18 травня 2014 в дорожно-транспортній пригоді в Івано-Франківській області.